# Goto Muñoz
Goto Muñoz o Goto Muñiz (ca.  900-ca. 964), fue reina consorte de Galicia. Miembro de la más alta nobleza gallega, fue hija del conde Munio Gutiérrez, quien gobernó, junto con Lucídio Vimaranes Ambas Maias, y de Elvira Arias, hija del conde Arias Menéndez, gobernador de condado de Coímbra, y de su esposa Ermesenda Gundesíndez.

## Biografía
Contrajo matrimonio antes de 927 con Sancho Ordóñez, rey de Galicia. Este matrimonio trajo a Sancho el apoyo de los grandes magnates gallegos para hacerse con el reino de Galicia tras la muerte de Fruela II. Estos apoyos fueron fundamentales para derrotar los hijos de Fruela y poder reinar en Galicia y ser coronado en Santiago de Compostela por el obispo Hermenegildo en 927. El hermano de Sancho Ordóñez, Alfonso IV, sería coronado en León.
Goto firmó varios documentos con su nombre sobre donaciones y privilegios para la Iglesia de Iria Flavia-Santiago de Compostela y en beneficio de la nobleza gallega.
Después de enviudar, Goto fue monja y después abadesa del monasterio de Castrelo en tierras de Ribadabia. El 3 de mayo de 947, el rey Ramiro II le donó a su cuñada y al monasterio del que ya era abadesa la villa de Piniés, en el territorio de Salnés, que había pertenecido al rey Ordoño II de León.
Siguió siendo considerada como reina hasta su muerte. La última vez que aparece en la documentación fue en 964 cuando donó la villa de Saá en Ribadavia al monasterio de San Pelayo de Antealtares y, probablemente, falleció poco después. Goto recibió sepultura en el monasterio de Castrelo de Miño donde también fue enterrado el rey Sancho Ordóñez.